# 鲁塞尼亚清唱
鲁塞尼亚清唱（Prostopinije）或称“保加尔圣歌”是一种独唱教会圣歌类型，与兹纳美尼圣歌具有密切关联。鲁塞尼亚希腊礼天主教会、斯洛伐克希腊礼天主教会以及喀尔巴阡-罗斯正教会都使用鲁塞尼亚清唱。它源自加利西亚、沃里尼亚以及鲁塞尼亚地区。